# سرديان دراشكوفيتش
سرديان دراشكوفيتش هو لاعب كرة قدم صربي في مركز الدفاع، ولد في 8 يناير 1991 في كرالييفو في صربيا. لعب مع FK Šumadija 1903 ‏.

## وصلات خارجية
- سرديان دراشكوفيتش على موقع قاعدة بيانات كرة القدم.إي يو (الإنجليزية)
- سرديان دراشكوفيتش على موقع Soccerway.com (الإنجليزية)